# Jenny Kronish
Pas d'image ? Cliquez ici

b Matchs officiels uniquement.
Jenny Kronish, née le 27 décembre 1996, est une joueuse internationale américaine de rugby à XV évoluant au poste de troisième ligne centre.

## Biographie
Jenny Kronish naît le 27 décembre 1996. En 2022, elle joue pour le club des Harlequins en Angleterre. Elle est retenue en septembre 2022 pour disputer sous les couleurs de son pays la Coupe du monde en Nouvelle-Zélande.